# Biserica reformată din Hăghig
Biserica reformată din Hăghig este un monument istoric aflat pe teritoriul satului Hăghig, comuna Hăghig. În Repertoriul Arheologic Național, monumentul apare cu codul 64407.05.